# I Call Your Name (Roxette-låt)
"I Call Your Name", skriven av Per Gessle, var en singel från den svenska popgruppen Roxettes första album "Pearls of Passion" från 1986. 1988 släpptes den på singel, men bara i Belgien, Frankrike, Västtyskland, Luxemburg och Nederländerna.

### Fotnoter
1. ↑  ”Roxette”. Arkiverad från originalet den 16 oktober 2011. https://web.archive.org/web/20111016201530/http://roxette.se/discography.php?show=release&id=11. Läst 22 maj 2011.